# Minsk (1939)
El destructor Minsk (en ruso: Минск) fue uno de los seis destructores líderes de la clase Leningrado construidos para la Armada Soviética durante la década de 1930, una de las tres variantes del Proyecto 38. Completado en 1938 y asignado a la Flota del Báltico, participó en la Guerra de Invierno contra Finlandia en 1939-1940. Después del inicio de la invasión alemana de la Unión Soviética en junio de 1941, el Minsk cubrió las operaciones de colocación de minas y proporcionó apoyo de fuego naval a las unidades soviéticas. Escoltó barcos durante la evacuación de Tallin (Estonia), a finales de agosto. El barco fue hundido por bombarderos en picado alemanes el 23 de septiembre, aunque su pecio fue rescatado en 1942 y reparado. En 1943, fue nuevamente puesto en servicio, pero las reparaciones no se completaron hasta el año siguiente. El destructor fue reclasificado como buque escuela en 1951, luego se convirtió en buque objetivo en 1958 y fue hundido ese mismo año.

## Diseño y descripción
Impresionados por los diseños de los grandes destructores franceses (contre-torpilleur) como la clase Vauquelin de principios de la década de 1930, los soviéticos diseñaron su propia versión. Los destructores de la clase Leningrado tenían una eslora de 127,5 metros y 122 metros de largo en la línea de flotación. Los buques tenían una manga de 11,7 metros y un calado de 4,06 metros a toda carga. Construido en dos lotes, el segundo lote (Proyecto 38) desplazaba 2390 t con carga estándar y 2720 t a toda carga. Su tripulación constaba de 250 oficiales y marineros en tiempo de paz y 311 en tiempo de guerra. Los barcos tenían tres turbinas de vapor con engranajes, cada una impulsaba una hélice, diseñadas para producir 66.000 caballos de fuerza en el eje (49.000 kW) utilizando vapor de tres calderas de tres tambores que estaba destinado a darles una velocidad máxima de 40 nudos (74 km/h). Los destructores de la clase Leningrado tenían una autonomía de 2100 millas náuticas (3900 km) a 20 nudos (37 km/h).
Tal como se construyeron, los barcos de la clase Leningrado montaban cinco cañones B-13 de 130 milímetros en dos pares de monturas individuales superfuego a proa y popa de la superestructura y otra montura entre el puente y el embudo delantero. Las armas estaban protegidas por escudos de armas. La defensa antiaérea corría a cargo de un par de cañones AA 34-K de 76,2 milímetros en soportes individuales en la superestructura de popa y un par de cañones AA 21-K de 45 milímetros montados a cada lado del puente, así como una docena de ametralladoras Browning M2 de 12,7 milímetros en seis montajes gemelos. Llevaban ocho tubos lanzatorpedos de 533 mm en dos montajes cuádruples giratorios; cada tubo estaba provisto de una recarga. Los buques también podían transportar un máximo de 68 o 115 minas y 52 cargas de profundidad. Estaban equipados con un conjunto de hidrófonos Arktur para la guerra antisubmarina.

### Modificaciones
Durante la guerra, el destructor Minsk se le cambiaron sus dos monturas 21-K por seis cañones AA 70-K de 37 milímetros. Además se le instaló un sistema británico ASDIC Tipo 128 y se le equipó con un radar de alerta temprana Tipo 291. Después de la guerra, todos los cañones de 76 y 37 milímetros fueron reemplazados por una docena de versiones V-11M refrigeradas por agua del cañón 70-K en montajes gemelos. Durante la década de 1950, los radares fueron reemplazados por radares Top Bow, EWS Top, Plum Jar y Ball End, y el trinquete del poste fue reemplazado por un mástil de trípode para sostenerlos.

## Historial de combate
El destructor Minsk, que lleva el nombre de la capital de la República Socialista Soviética de Bielorrusia, se inicio su construcción el 5 de octubre de 1934 en el Astillero No. 190 (Zhdanov) en Leningrado, y su botadura tuvo lugar el 6 de noviembre de 1935. El destructor fue finalmente terminado el 10 de noviembre de 1938 y asignado a la Flota del Báltico en febrero de 1939.
El 22 de octubre, cuando la Unión Soviética ocupó Estonia navegó a Tallin. El 30 de noviembre, después del inicio de la Guerra de Invierno, el Minsk y su buque gemelo el Leningrado bombardearon las defensas costeras finlandesas en la isla Saarenpää, parte de las islas Beryozovye, el 10 de diciembre y nuevamente del 30 de diciembre de 1939 al 3 de enero de 1940; el destructor Minsk, por su parte, bombardeó las posiciones finlandesas en dichas islas del 18 al 19 de diciembre. En septiembre, fue gravemente dañado por una tormenta, lo que obligó a realizar varias reparaciones que no se completaron hasta el 17 de junio de 1941.
Cinco días después del inicio de la Operación Barbarroja, el Minsk  se encontraba en Tallin como parte de la 5.º División de destructores y se le ordenó cubrir las operaciones de colocación de minas en la entrada del Golfo de Finlandia entre Hanko y Osmussaar del 23 al 27 de junio. El 3 de julio ayudó a colocar un campo minado que cubría el acceso a Tallin. Del 23 al 27 de agosto, el buque bombardeó posiciones alemanas alrededor de Tallin, disparando 563 proyectiles con sus cañones principales. El 27 de agosto, uno de sus cañones fue alcanzado por un proyectil alemán. Esa misma noche, los soviéticos comenzaron a evacuar el puerto de Tallin, el destructor Minsk, fue el encargado de proteger la evacuación con fuego naval, además enarbolaba la bandera de combate del Contralmirante Y. A. Panteleyev, jefe del Estado Mayor de la Flota del Báltico. El barco continuó brindando apoyo con su artillería principal hasta que todos los evacuados hubieron embarcado en los buques de rescate, en la mañana del 28 de agosto. Más tarde esa misma noche, una mina detonó en uno de sus paravanes, dañando el casco del barco. La explosión inundó tres compartimentos con 600 toneladas de agua y el capitán de 2.º rango (capitán de fragata) Peter Petunin ordenó echar el ancla durante la noche para no chocar contra más minas; el buque finalmente llegó a Kronstadt al día siguiente.
El 30 de agosto, se le asignó para proporcionar apoyo de fuego a las tropas soviéticas en la zona de Kronstadt y Oranienbaum junto con los acorazados Oktyabrskaya Revolutsiya y Marat, el crucero pesado Kirov y los destructores Steregushchy, Smetlivy, Gordy, Slavny y Surovy y la cañonera Volga. El 23 de septiembre de 1941, bombarderos en picado Junkers Ju 87 del Sturzkampfgeschwader 2 (StG 2) atacaron los barcos en el puerto de Kronstadt. Inicialmente, el Minsk fue alcanzado por tres bombas de 100 kilogramos que dejaron sin energía, iniciaron un incendio e inundaron parte del barco. Se fue a la deriva hasta que su popa embarrancó cerca del faro de Leningrado, aunque fue desencallado por varios remolcadores y remolcado hasta el puerto. Más tarde ese mismo día, una gran bomba explotó a 40 metros del buque dañando aún más el casco. Más tarde esa noche, el Minsk se hundió en aguas poco profundas. Fue reflotado en agosto de 1942 y sometidó a reparaciones temporales en la planta marina de Kronstadt. Posteriormente, el 9 de noviembre, el buque navegó por sus propios medios al Astillero No. 190 para reparaciones permanentes. El Minsk volvió a entrar en servicio el 22 de junio de 1943, aunque sus reparaciones no se completaron oficialmente hasta el 28 de agosto de 1944.

### Posguerra
Después de la guerra, continuó sirviendo en la Flota del Báltico, el 12 de enero de 1949 fue reclasificado como destructor normal al igual que sus buques gemelos supervivientes. El 31 de julio de 1951, el Minsk se convirtió en un buque escuela de la Escuela Superior de Ingeniería Naval Dzerzhinsky en Leningrado. El 8 de abril de 1953, fue reclasificado como buque escuela sin motor y, el 13 de diciembre de 1954, rebautizado como «Chorokh», luego, el 27 de diciembre de 1956, como «UTS-14». El 3 de abril de 1958, el buque fue eliminado de la Lista de la Marina, el 22 de abril fue convertido en un buque objetivo y finalmente hundido ese mismo año durante las pruebas de nuevos misiles en el golfo de Finlandia cerca de la isla de Maly Tyuters.